# Biston exalbescens
Biston exalbescens es una especie de polilla de la familia Geometridae. La especie fue descrita por primera vez por Hiroshi Inoue en 2000 y se puede encontrar distribuido en las Filipinas. El holotipo de la especie fue descrita en los bosques del monte Canlaón, a poca distancia de Negros, a aproximadamente 2550 metros (8366,1 pies) de altitud.

## Descripción
El patrón de las alas es muy similar a la especie china Biston regalis, del que se distingue por la línea antemedial del ala anterior que es más gruesa y la banda marrón oscuro basal es más amplia. Las líneas mediales de ambas alas son más conspicuas. Se notan diferencias en la morfología genital: en el macho difiere en el área setosa central de la valva que es menos pronunciada y el proceso medio del gnatos es puntiagudo.
Las alas cuentan con bandas de color marrón oscuro, basalmente en la línea antemedial del ala anterior y distalmente de la línea postmedial de ambas alas. Estas bandas suelen estar ausentes en el área apical y entre M3 y CuA1 del ala anterior. La línea postmedial del ala anterior se ve débilmente ondulada y sobresale ampliamente hacia afuera entre R5 y M3 y debajo de CuA2.: Notas 1  El margen exterior del ala posterior es cóncavo entre M1 y M3.